# بليتش (الموسم 16)
الشينيغامي البديل المفقود (死神代行消失篇 شينيغامي دايكو شوشيتسو هِن) هو الموسم السادس عشر والأخير من أنمي بليتش، ويحتوي على 24 حلقة. قام بإخراج الموسم نوريوكي أبيه وأنتجه تلفاز طوكيو و‌دنستو و‌إستديو بيرو. الموسم مقتبس من مانغا بنفس الاسم للمؤلف تايت كوبو. تحدث أحداث الموسم بعد 17 شهر من فقدان إيتشيغو كوروساكي لقوى الشينيغامي الخاصة به ويقابل رجلاً يدعي كوغو غينجو والذي يعرض عليه مساعدته لاستعادتها.
بدأ عرض الموسم في اليابان على تلفاز طوكيو ابتداءً من 11 أكتوبر 2011 وحتى 27 مارس 2012. أصدرت أنيبلكس 6 مجلدات بصيغة دي في دي في اليابان ابتداءً من 22 أغسطس 2012 وحتى 23 يناير 2013. وصلت مبيعات أقراص الإصدارات المنزلية إلى أكثر من 11,532 نسخة في اليابان.
يحتوي الموسم على 3 شارات موسيقية: شارة للبداية وشارتان للنهاية. شارة البداية هي «هاروكازي» من أداء سكاندال. شارة النهاية الأولى هي «رد: الدعاء» (Re:pray) من أداء إيمر واِستُخدِمت من الحلقة 343 حتى الحلقة 354، أما شارة النهاية الثانية هي «قناع» (MASK) واِستُخدِمت من الحلقة 355 حتى الحلقة 366.

## قائمة الحلقات
| الرقم | عنوان الحلقة                                                                           | فصول المانغا | تاريخ العرض الأصلي |
| ----- | -------------------------------------------------------------------------------------- | ------------ | ------------------ |
| 343   | «فتى في الصف الثالث الثانوي! مستعد ويبدأ فصل جديد!» (高校３年生！装い新たに新章開始！) | 424-425      | 11 أكتوبر 2011     |
| 344   | «خلاف في المدرسة! إيتشيغو وأوريو يتقاتلان!» (学校間抗争!?一護と雨竜、共闘！)           | 426-429      | 25 أكتوبر 2011     |
| 345   | «أوريو يتعرض لهجوم، خطر يقترب من الأصدقاء!» (襲われた雨竜、仲間達に迫る脅威！)         | 428-430      | 31 أكتوبر 2011     |
| 346   | «الرجل ذو قدرة الفولبرينغ: كوغو غينجو» (完現術の能力者・銀城空吾)                      | 431-433      | 1 نوفمبر 2011      |
| 347   | «أزمة تتسلل إلى عائلة كوروساكي!؟ ارتباك إيتشيغو!» (黒崎家に忍び寄る危機!?一護の迷い！) | 433          | 8 نوفمبر 2011      |
| 348   | «قوة شارة البديل، "فخر" إيتشيغو!» (代行証の力、一護の“誇り”！)                         | 434-436      | 15 نوفمبر 2011     |
| 349   | «الهدف التالي، يدا الشيطان تهدف إلى أوريهيمي!» (次の標的、織姫を狙う魔の手！)          | 437-439      | 22 نوفمبر 2011     |
| 350   | «الرجل الذي قتل بديل الشينيغامي!؟ تحرك تسوكيشيما» (死神代行を殺した男!?動き出す月島)   | 440-442      | 29 نوفمبر 2011     |
| 351   | «فولبرينغ، القوة الممقوتة!» (フルブリング、忌み嫌われた力！)                           | 441-442، 471 | 6 ديسمبر 2011      |
| 352   | «هجوم تسوكيشيما! إعاقة التمرين» (月島、強襲！妨害された修行)                           | 442-444، 471 | 13 ديسمبر 2011     |
| 353   | «إيتشيغو يتقن الفولبرينغ!» (一護、完現術を使いこなせ！)                                | 445-446      | 20 ديسمبر 2011     |
| 354   | «إيتشيغو ضد غينجو! إلى فضاء اللعبة» (一護vs銀城、ゲームの空間へ)                       | 447-448      | 27 ديسمبر 2011     |
| 355   | «حرب الشينيغامي! سنة جديدة خاصة في السيريتي!» (死神参戦！瀞霊廷もお正月SP！)           | حصرية        | 10 يناير 2012      |
| 356   | «صديق أم عدو!؟ نوايا غينجو الحقيقية!» (敵か味方か!?銀城の見えない心！)                 | 449-451      | 17 يناير 2012      |
| 357   | «قدرة تسوشيكيما... اقتراب الخطر!» (忍び寄る脅威…月島の能力！)                          | 452          | 24 يناير 2012      |
| 358   | «اشتباك!؟ إكسكيوشن يهاجم غينجو» (激突!?銀城を襲うXCUTION)                              | 453          | 31 يناير 2012      |
| 359   | «المعركة المحزنة! إيتشيغو ضد أوريهيمي وسادو» (哀しみの戦い！一護VS茶渡＆織姫)          | 454-456      | 7 فبراير 2012      |
| 360   | «إيتشيغو ضد أوريو!؟ من الخائن!؟» (一護vs雨竜!?裏切り者は誰だ！)                        | 456-458      | 14 فبراير 2012     |
| 361   | «ظهور جديد! وصول الغوتاي 13!» (新たな姿！護廷十三隊、見参！)                           | 459-460      | 21 فبراير 2012     |
| 362   | «إنعاش! الشينيغامي البديل: إيتشيغو كوروساكي!» (復活！死神代行･黒崎一護！)              | 461-463      | 28 فبراير 2012     |
| 363   | «القتال الضاري! الشينيغامي ضد الإكسكيوشن!» (激闘！死神vsXCUTION！)                     | 464-468، 471 | 6 مارس 2012        |
| 364   | «نضال يائس!؟ ذكريات بياكويا المضطربة» (絶体絶命!?記憶を挟まれた白哉)                   | 468-472      | 13 مارس 2012       |
| 365   | «إيتشيغو ضد غينجو! سر شارة البديل» (一護VS銀城！代行証の秘密)                          | 470، 473-476 | 20 مارس 2012       |
| 366   | «تاريخ متغير، قلب ثابت» (変わりゆく歴史、変わらぬ心)                                   | 476-479      | 27 مارس 2012       |

## إصدارات منزلية
| المجلد | تاريخ الإصدار  | الحلقات | مبيعات (عدد النسخ) | مرجع          |
| ------ | -------------- | ------- | ------------------ | ------------- |
| 1      | 22 أغسطس 2012  | 343–346 | 1,993              | [ 4 ] [ 8 ]   |
| 2      | 26 سبتمبر 2012 | 347–350 | 2,069              | [ 9 ] [ 10 ]  |
| 3      | 24 أكتوبر 2012 | 351–354 | 1,927              | [ 11 ] [ 12 ] |
| 4      | 21 نوفمبر 2012 | 355–358 | 1,785              | [ 13 ] [ 14 ] |
| 5      | 19 ديسمبر 2012 | 359–362 | 1,755              | [ 15 ] [ 16 ] |
| 6      | 23 يناير 2013  | 363–366 | 2,003              | [ 5 ] [ 17 ]  |

## معلومات
1. ↑  فولبرينغ (بالإنجليزية: Fullbring، بالنطق الياباني: フルブリンガー، وتعني الإحضار الكامل، باليابانية: 完現術者 والتي تعني فنان الإظهار الكامل) هي قدرة تجعل متقنها يتحكم في الأرواح الساكنة في جميع الأوساط الفيزيائية، ومصدر قوتهم هي الطاقة الروحية (الرياتسو) للمجوفين.
2. ↑  إكسكيوشن (بالإنجليزية: Xcution، بالنطق الياباني: エクスキューション)، هي منظمة تجمع البشر ذوي قدرة الفولبرينغ.